# IC 878
IC 878 је ознака објекта на координатама са ректансцензијом 13h 19m 0,0s и деклинацијом + 6° 7" 18'. Открио га је Луис Свифт, 28. априла 1891. Каснијим посматрањима на том положају није уочен никакав астрономски објекат.